# Rayon Sports FC
El Rayon Sports FC és un club de futbol de Ruanda de la ciutat de Kigali.

## Història
Va ser fundat el maig de 1968. Els seus colors són el blanc i el blau.

## Palmarès
- Lliga ruandesa de futbol:[2]
  - 1975, 1981, 1997, 1998, 2002, 2004, 2013, 2017, 2019
- Copa ruandesa de futbol:[3]
  - 1976, 1979, 1982, 1989, 1993, 1995, 1998, 2005, 2016
- Supercopa ruandesa de futbol:
  - 2017, 2019
- Copa CECAFA de clubs de futbol:
  - 1998